# Nessaja
Nessaja (Nessaja) je píseň německé skupiny Scooter z alba Encore - Live And Direct z roku 2002. Jako singl vyšla píseň v roce 2002. V refrénu je opět použit High Pitched Voice. Hrdinou videoklipu je Joey, asi metr vysoký klokánek (H.P. Baxxter s ním měl malou nehodu. Když fotili fotky a Joey mu seděl na klíně, tak to zkrátka nevydržel a pomočil ho.). Singl se umístil na prvním místě v žebříčku prodejnosti v Německu a stal se největším úspěchem skupiny. HPV je zpíváno Nicole Sukar (Nikk).

## Seznam skladeb
1. Nessaja - (3:28)
2. Nessaja (Extended) - (5:18)
3. Nessaja (The Ultimate Clubmix) - (7:09)
4. Shortbread - (3:55)

## Umístění ve světě
| Hitparáda      | Umístění |
| -------------- | -------- |
| Švýcarsko      | 7        |
| Velká Británie | 4        |
| Finsko         | 7        |
| Švédsko        | 21       |
| Rakousko       | 2        |